# Fabio Cordi
Fabio Cordi (Aosta, 5 augustus 1988) is een Italiaanse snowboarder.

## Carrière
Bij zijn wereldbekerdebuut, in maart 2008 in Valmalenco, scoorde Cordi direct wereldbekerpunten. Op 11 maart 2014 boekte de Italiaan in Veysonnaz zijn eerste wereldbekerzege.
Op de FIS wereldkampioenschappen snowboarden 2019 in Park City eindigde hij als 32e op de snowboardcross.

## Resultaten

### Wereldkampioenschappen
| Jaar | Plaats    | Resultaten         |
| ---- | --------- | ------------------ |
| 2019 | Park City | 32e Snowboardcross |

### Wereldbeker
Eindklasseringen
| Seizoen   | Algm | SBX |
| --------- | ---- | --- |
| 2007/2008 | 296e | 76e |
| 2010/2011 | 86e  | 47e |
| 2011/2012 | –    | 34e |
| 2012/2013 | –    | 36e |
| 2013/2014 | –    | 18e |
| 2014/2015 | –    | 26e |
| 2015/2016 | –    | 24e |
| 2016/2017 | –    | 51e |
| 2017/2018 | –    | 60e |

Wereldbekerzeges
| Datum         | Plaats    | Onderdeel      |
| ------------- | --------- | -------------- |
| 11 maart 2014 | Veysonnaz | Snowboardcross |